# リューネブルク

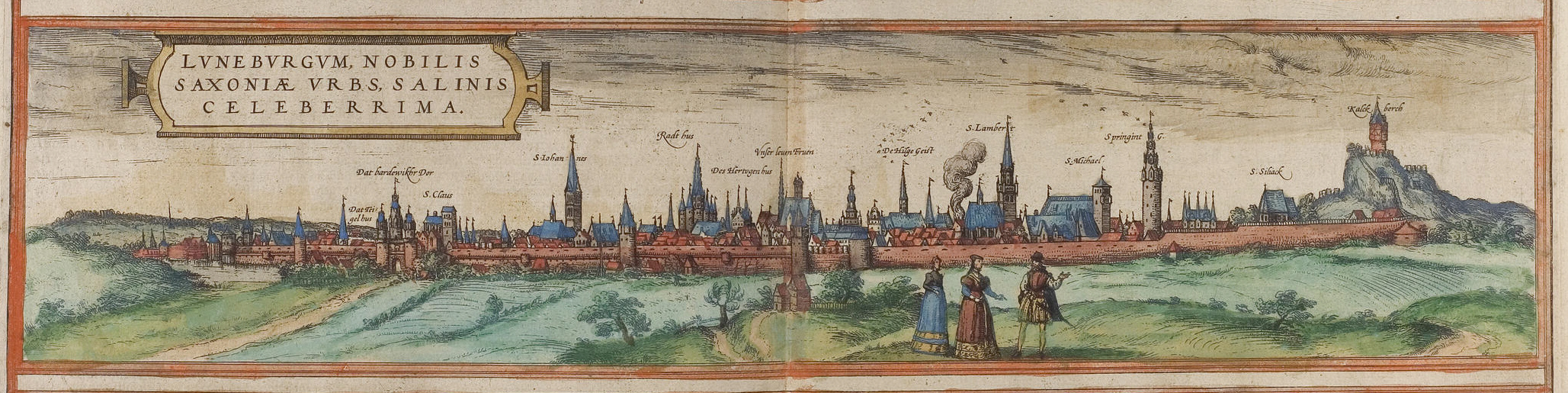
16世紀の風景画

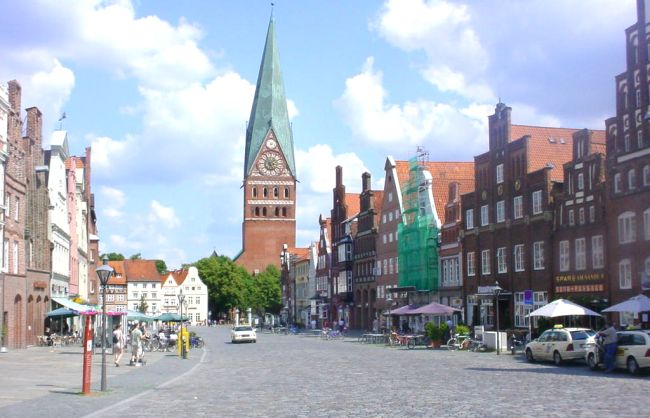
街並、アム・ザンデ、運河に直接面して、船から直接この通りに荷揚げされた。

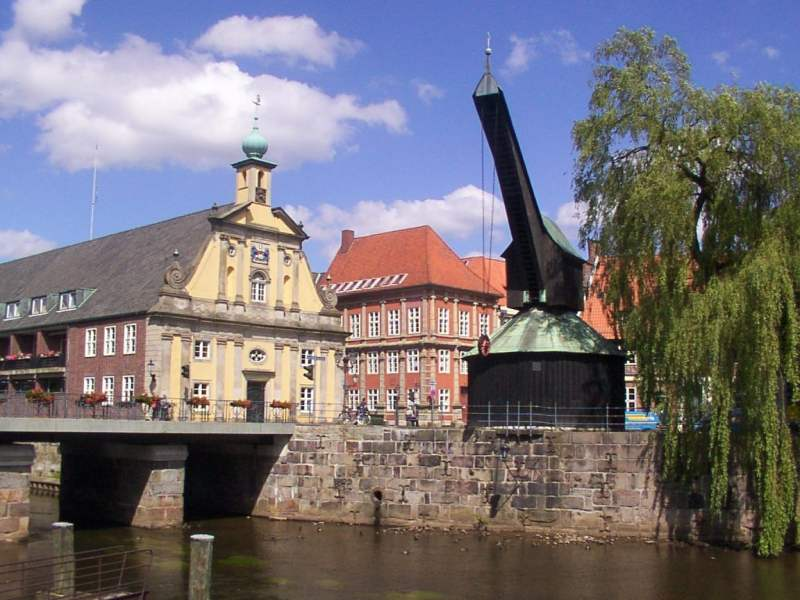
中世の街並みを残したリューネブルクと古いお店

リューネブルク（ドイツ語: Lüneburg）は、ドイツのニーダーザクセン州のリューネブルク郡の郡都。

## 概要
ハンブルクの南東約50 kmに位置する。
2018年12月31日の人口は7万5351人。
12世紀にバイエルン公兼ザクセン公ハインリヒ獅子公がその発展に尽力した都市の1つで、ハインリヒ獅子公の子孫が統治したブラウンシュヴァイク＝リューネブルク公国でブラウンシュヴァイクと並ぶ都市として発展した（その後、ハノーファーに首都の座が移った）。
有名な自然保護地区、リューネブルガーハイデの端にあり、そこへの観光基地でもある保養都市。昔は岩塩の採掘で栄え、ここからイルメナウ川沿いにリューベックから送り出されていた。
その街道は現在では、「塩街道」（ザルツ・シュトラーセ）の名で観光化されている。
リューネブルガーハイデへ向かうドイツ・メルヘン街道もこの町を通る。
古い市庁舎は北ドイツでは最古の木造建築である。
ハインリヒ・ハイネが滞在したことのある家が市庁舎の近くにある。
5月にバッハ週間という音楽の催しがある。ヨハン・ゼバスティアン・バッハが短い期間ここにいたことがある。当地の聖ミヒャエル修道院の付属学校で少年期を過ごした。
運河沿いの古いクレーンなども観光スポット。リューネブルク教育大学があることで知られていたが、改組されて今ではリューネブルク大学になった。教育学領域が相変わらず中心を占めている。
1974年以来、徳島県鳴門市との姉妹都市交流が盛んに行われている。また、イングランドのスカンソープとも姉妹都市である。

## 歴史
後に一つにまとまる四つの集落の一つの核となったミヒャエリス修道院（Michaeliskloster）は、オットー大帝の956年8月13日付けの文書において通行税特権（Zollprivileg）を授与された。1030年以降貨幣鋳造の証拠があるので市場開設が行われているとみられる。1282年以降市庁舎が豪壮な建物に改装されている。1400年前後にゴシック建築のラッシュ、15世紀前半石の市壁が完成した。市壁は10個の市門を擁し、市壁内の面積は約 84 ha 、人口は約 8000-10000 人であった。
1267年/1269年ブラウンシュヴァイク・リューネブルク公領（Herzogtum）の分割相続によりリューネブルク侯領（Fürstentum）が生まれ、リューネブルク市は以後1371年までリューネブルク侯領の都となった。リューネブルク市は1639年まで侯領内において帝国自由都市並みの特別な地位を占めた。
「 リューベックと密接な関係にあったリューネブルクの製塩所には、何よりもまず、 14世紀の半ばに至るまでハンザ商人が東方での塩貿易で占めていた支配的地位が依存していた。シュテックニッツ水運によって――シュテックニッツ運河は、リューベックとハムブルクを結ぶもので、ハンザの最も重要な河川土木事業であっただろう――リューネブルクの塩船はリューベックに赴くことができた」。
13世紀以降製塩業には厳しい規制が実施された。製塩は各所4鍋、54製塩所に制限された。 1497年の全採掘高（Gesamtfördermenge）は17386 tであった。岩塩（Saline）に対する所有権の大部分は領域君主（Landesherr）の手からリューベック司教座聖堂参事会（Lübecker Domkapitel）をはじめとする宗教施設に移行した。「製塩所長」（1374以降Sülfmeisterと呼ばれたPfannenpächter）は約80の家族から出ていた。彼らは市の経済的・政治的・社会的指導的グループで、1456年以後都市貴族的性格を帯びた。13世紀靴職・畜殺業・皮なめし業等11個の職種がイヌング（ツンフト）の権利を獲得した。強力なグループを結成したのが貨物運送業者（<schiplude>と<boteler>）、荷役人（dragener）、製塩労働者（Salinenarbeiter）であった。製塩を中心とする生産業の次に経済的に重要だったのが、石灰、石膏、白亜、レンガ、穀物、ビール、麦芽、布地の輸出と積み替えであり、豚・山羊・牡牛の市場としてもリューネブルクは地方の中心地であった。
1510年頃にはじめて出版されたドイツの民衆本『ティル・オイレンシュピーゲルの愉快ないたずら』、その第66話は、主人公が笛作りをからかう物語であるが、舞台がリューネブルクに設定されている。また同民衆本第67話は、リューネブルク国のゲルダウ村を舞台とする物語であるが、ティルはエプスドルフ修道院長のもとに滞在中、その村での宴会に出かける話になっている。この修道院は、直径3,57 m、円形の、中世最大の世界地図（Ebstorfer Weltkarte）が発見された場所として有名である。

## 姉妹都市・提携都市
- スカンソープ（イギリス）：1960年
- 鳴門市（日本）：1974年
- クラマール（フランス）：1975年
- イヴレーア（イタリア）：1988年
- ヴィボー（デンマーク）：1992年
- タルトゥ（エストニア）：1993年